# Jake McCabe
Jake McCabe, född 12 oktober 1993, är en amerikansk professionell ishockeyback som spelar för Toronto Maple Leafs i National Hockey League (NHL).
Han har spelat för Buffalo Sabres och Chicago Blackhawks i NHL; Rochester Americans i American Hockey League (AHL); Wisconsin Badgers i National Collegiate Athletic Association (NCAA) samt Team USA i United States Hockey League (USHL).
McCabe draftades av Buffalo Sabres i andra rundan i 2012 års draft som 44:e spelare totalt.

## Statistik
| 2008–2009   | Memorial Old Abes      |             | 23  | 2  | 20  | 22  | 16  | —  | — | — | — | —  |
|             | Team Wisconsin         |             | 22  | 3  | 7   | 10  | —   | —  | — | — | — | —  |
| 2009–2010   | Team USA               | USHL        | 35  | 0  | 5   | 5   | 34  | —  | — | — | — | —  |
|             | U.S. National U17 Team |             | 52  | 0  | 8   | 8   | 52  | —  | — | — | — | —  |
|             | U.S. National U18 Team |             | 1   | 0  | 0   | 0   | 2   | —  | — | — | — | —  |
| 2010–2011   | Team USA               | USHL        | 19  | 2  | 4   | 6   | 4   | —  | — | — | — | —  |
|             | U.S. National U18 Team |             | 46  | 4  | 12  | 16  | 14  | —  | — | — | — | —  |
| 2011–2012   | Wisconsin Badgers      | NCAA        | 26  | 3  | 9   | 12  | 12  | —  | — | — | — | —  |
| 2012–2013   | Wisconsin Badgers      | NCAA        | 38  | 3  | 18  | 21  | 50  | —  | — | — | — | —  |
| 2013–2014   | Buffalo Sabres         | NHL         | 7   | 0  | 1   | 1   | 15  | —  | — | — | — | —  |
|             | Wisconsin Badgers      | NCAA        | 36  | 8  | 17  | 25  | 53  | —  | — | — | — | —  |
| 2014–2015   | Buffalo Sabres         | NHL         | 2   | 0  | 0   | 0   | 0   | —  | — | — | — | —  |
|             | Rochester Americans    | AHL         | 57  | 5  | 24  | 29  | 50  | —  | — | — | — | —  |
| 2015–2016   | Buffalo Sabres         | NHL         | 77  | 4  | 10  | 14  | 51  | —  | — | — | — | —  |
|             | Rochester Americans    | AHL         | 1   | 0  | 0   | 0   | 0   | —  | — | — | — | —  |
| 2016–2017   | Buffalo Sabres         | NHL         | 76  | 3  | 17  | 20  | 26  | —  | — | — | — | —  |
| 2017–2018   | Buffalo Sabres         | NHL         | 53  | 3  | 9   | 12  | 26  | —  | — | — | — | —  |
| 2018–2019   | Buffalo Sabres         | NHL         | 59  | 4  | 10  | 14  | 35  | —  | — | — | — | —  |
| 2019–2020   | Buffalo Sabres         | NHL         | 66  | 3  | 10  | 13  | 41  | —  | — | — | — | —  |
| 2020–2021   | Buffalo Sabres         | NHL         | 13  | 1  | 2   | 3   | 9   | —  | — | — | — | —  |
| 2021–2022   | Chicago Blackhawks     | NHL         | 75  | 4  | 18  | 22  | 33  | —  | — | — | — | —  |
| 2022–2023   | Chicago Blackhawks     | NHL         | 55  | 2  | 18  | 20  | 27  | —  | — | — | — | —  |
|             | Toronto Maple Leafs    | NHL         | 21  | 1  | 4   | 5   | 29  | 11 | 0 | 2 | 2 | 10 |
| 2023–2024   | Toronto Maple Leafs    | NHL         | 73  | 8  | 20  | 28  | 56  | 7  | 1 | 0 | 1 | 4  |
| 2024–2025   | Toronto Maple Leafs    | NHL         | 66  | 2  | 21  | 23  | 40  | 13 | 0 | 4 | 4 | 2  |
| NHL totalt  | NHL totalt             | NHL totalt  | 643 | 35 | 140 | 175 | 388 | 31 | 1 | 6 | 7 | 16 |
| AHL totalt  | AHL totalt             | AHL totalt  | 58  | 5  | 24  | 29  | 50  | —  | — | — | — | —  |
| NCAA totalt | NCAA totalt            | NCAA totalt | 100 | 14 | 44  | 58  | 115 | —  | — | — | — | —  |
| USHL totalt | USHL totalt            | USHL totalt | 54  | 2  | 9   | 11  | 38  | —  | — | — | — | —  |

### Internationellt
| Källa: Uppdaterad: 2025-01-29 | Källa: Uppdaterad: 2025-01-29 | Källa: Uppdaterad: 2025-01-29 |         | Utv = Utvisningsminuter | Utv = Utvisningsminuter | Utv = Utvisningsminuter | Utv = Utvisningsminuter | Utv = Utvisningsminuter |
| År                            | Lag                           | Mästerskap                    | Matcher | Mål                     | Assists                 | Poäng                   | Utv                     |                         |
| ----------------------------- | ----------------------------- | ----------------------------- | ------- | ----------------------- | ----------------------- | ----------------------- | ----------------------- | ----------------------- |
| 2011                          | USA                           | U18-VM                        | 6       | 0                       | 1                       | 1                       | 0                       |                         |
| 2013                          | USA                           | JVM                           | 7       | 3                       | 3                       | 6                       | 16                      |                         |
| 2014                          | USA                           | VM                            | 8       | 0                       | 0                       | 0                       | 2                       |                         |
| 2016                          | USA                           | VM                            | 8       | 1                       | 1                       | 2                       | 0                       |                         |
| Junior totalt                 | Junior totalt                 | Junior totalt                 | 13      | 3                       | 4                       | 7                       | 16                      |                         |
| Senior totalt                 | Senior totalt                 | Senior totalt                 | 16      | 1                       | 1                       | 2                       | 2                       |                         |